# 야니나 파우츠
야니나 파우츠(Janina Fautz, 1995년 5월 31일 ~ )는 독일의 배우이다.